# 東徹 (政治家)
東 徹（あずま とおる、1966年9月16日 - ）は、日本の政治家、社会福祉士。日本維新の会所属の衆議院議員（1期）。日本維新の会常任役員・改革実行本部長。
参議院議員（2期）、大阪府議会議員（3期）、大阪維新の会総務会長（第2代）、旧日本維新の会総務会長（初代）、日本維新の会総務会長（初代）兼国会議員団参議院国会対策委員長などを歴任。

## 経歴

### 生い立ち
大阪府大阪市住之江区に生まれる。桃山学院高等学校、近畿大学法学部経営法学科卒業後の1990年4月に大和団地（現在の大和ハウス工業）に入社。1993年8月退社。1995年1月から3月までアメリカ合衆国下院議員のインターンを経験する。1995年4月より父である東武大阪府議会議員秘書、同年6月より中山太郎衆議院議員秘書を経て、1996年4月社会福祉法人信愛報恩会特別養護老人ホーム、高齢者在宅サービスセンターへ入職。1998年3月、東洋大学大学院修士課程（福祉社会システム専攻）修了。1999年4月、大阪保健福祉専門学校社会福祉副学科長に就任。

### 大阪府議として
2003年の大阪府議会議員選挙では、父・武の地盤を引き継ぎ、大阪市住之江区選挙区から自由民主党公認で出馬し、初当選した。
2007年、大阪府議会議員に再選。
2010年、自民党を離党し、大阪維新の会の設立に参加。
2011年の大阪府議会議員選挙では、大阪維新の会公認で3選。同年より大阪維新の会総務会長。
2012年、日本維新の会結党により、同党総務会長に就任する。

### 参議院議員として
2013年、大阪府議を3期目の任期途中で辞職。同年7月の第23回参議院議員通常選挙に大阪府選挙区から日本維新の会公認で出馬し、得票数1位でトップ当選した。
2014年9月21日、日本維新の会が結いの党と合併して維新の党となった事に伴い、維新の党所属の国会議員となった 東は同党の総務会長代行職に就任した（会長は片山虎之助）。また、その後行われた党国会議員団人事では総務会長代理に就任した（会長は川田龍平、維新の党#役員も参照）。なお、同年末の執行役員会で国会議員団制は事実上廃止された。
2015年12月、維新の党から分裂して結成されたおおさか維新の会（翌年に日本維新の会に改称）の総務会長兼国会議員団参議院国会対策委員長に就任。
2019年7月の第25回参議院議員通常選挙に大阪府選挙区から日本維新の会公認で出馬し、得票数2位で再選（1位は同党の梅村みずほ）。
2021年11月、党総務会長を退任。

#### 党代表選への出馬検討・断念
2022年7月、日本維新の会代表の松井一郎が代表を辞任する意向を表明すると、後任に党共同代表の馬場伸幸の名が挙がった一方、維新の本拠地である大阪では東を推す声もあった。その背景には、日本維新の会の母体・大阪維新の会の発祥の地が大阪府議会であるため、府議会出身の東への支持や待望論が大阪を中心にあった一方で、堺市議会出身の馬場は維新の本流ではないという意識が根強いことにあった。また、大阪では大阪維新の会が府議会で過半数、市議会で第一党を獲得しており、実質的な与党として次々と政策を実現したと自負する大阪の地方議員からは、野党第二党である日本維新の会の国会議員の働きぶりは物足りないとの見方があり、国会議員団の代表である馬場にその批判の矛先が向けられてきた。さらに、東を支持する府議の中には、維新が結党される前の2009年堺市長選挙における馬場の行動に対して遺恨を持つ者もいた。このような事情から、馬場への対抗馬として東を擁立する動きが大阪を中心に広まり、東自身も意欲を見せるようになった。
7月21日夜、東は大阪市内の中華料理店で松井と会食を行い、松井の後任を決める党代表選挙への立候補の意向を伝えた。だが、松井は「徹ちゃんが出るなら止めへんけど、俺は（誰を推すかと）聞かれたら馬場と答える」と述べた。また、松井はこの夜の会食を契機として、馬場への支持の動きを加速させ、東を支持する議員らに「（東の）推薦人になるな」と釘を刺すようになった。
8月3日、東は国会内で記者団に対し、立候補に必要な推薦人を確保したとして、代表選に出馬する意向を示した。これにより、府議団を中心に東への支援の動きが広まった。
だが、翌4日には松井も会見を行い、馬場を支持すると正式に表明。松井は馬場以外の候補者について「冷や飯を覚悟でやるべきだ」と述べ、立候補を強く牽制し、東については「立候補する理由が分からない。どのような色を出すのか」と批判した。松井が馬場の支持を表明した背景には、「維新の頭脳」の異名を持つ浅田均や大阪府議の一部が東の支持に回ったことで、東が馬場にとって脅威になると感じたことや、また東が馬場よりも推薦人を多く集められる可能性があるという噂が流れていたこともあった。水面下では、松井自らが東を支持する府議らに電話するなどして、「新代表は党をまとめないといけない。あまり動くな」と、東の陣営への切り崩しが図られた。さらに、同日に東と馬場が極秘で会談を行い、互いに立候補への考えを確かめ合い、今後の党運営に関しても話し合った。
8月5日、東は「党内で激しい対立になり、亀裂も入って後々良くないと判断した」と述べ、党を二分する事態は避けたいとして、立候補見送りを表明した。有力候補である東が立候補を断念したことにより、党内では馬場を支持する流れが加速し、その推薦人は8月14日の代表選告示の段階で全特別党員過半数を超える過半数の306人となった。だが、東に近い大阪の地方議員からは「最悪なシナリオ」「自民より古い」と不満が続出し、府議48人のうち馬場の推薦人は21人と過半数を割る形となった。
馬場が新代表に選出された後の9月9日の党常任役員会で、東は改革実行本部長に就任。総務会長退任以来、約1年ぶりに党常任役員に復帰した。
当時、党国会議員団政務調査会長を務めていた足立康史は、東について「党代表選挙で、いったん立候補表明しながら、裏で松井一郎代表と談合して、裏取引して、立候補を撤回した人。大阪維新の地方議員の間では、そういう評価が専らだ。腰砕けになった人。維新として絶対にやってはいけない裏取引をした人」と述べている。

### 衆議院議員への鞍替え
2023年6月25日、日本維新の会は同年4月の第20回統一地方選挙での躍進を受け、これまで候補者を擁立せず事実上すみ分けていた大阪・兵庫の公明党現職のいる6選挙区で候補者を擁立すると発表。これを受け、東は大阪3区の公認候補を選ぶ「予備選」に立候補する意向を固め、7月10日に行われた予備選の立候補予定者説明会では、3区は東陣営のみが出席した。同月18日の届出においても他の陣営の応募はなく、次期衆院選において大阪3区から立候補することが無投票で内定した。
9月27日、次期衆院選での鞍替えに伴い、参議院国会対策委員長を退任。後任は柴田巧。
2024年10月15日、第50回衆議院議員総選挙への立候補に伴い参議院議員を自動失職。同月27日に投開票が行われ、当選を果たした。

## 政策・主張
- 選択的夫婦別姓導入に「どちらかと言えば賛成」[29]。
- 憲法9条を改正して自衛隊の役割や限界を明記すべき[30]。
- 集団的自衛権の行使を認めるべきだ[30]。
- 原発は当面必要だが、将来的に廃止すべき[30]。
- TPP交渉参加に賛成[30]。
- 日本の核武装について、国際情勢によっては検討すべき[30]。
- 首相や閣僚の靖国神社参拝は問題ない[30]。
- 河野談話を見直すべきとしている[30]。
- 治安維持のためプライバシーや個人の権利の制約は当然と思うかとの設問に対し「どちらかと言えば賛成」と回答[29]。
- 受動喫煙防止を目的とした健康増進法改正について、原則屋内禁煙とすべき。
  - 2018年7月5日の参院厚生労働委員会において、政府案が資本金5千万円以下で客席面積100平方メートル以下の飲食店について喫煙を認めていることに対し、「当初の厚生労働省案から後退したのは残念」「世界の中で日本は受動喫煙対策が遅れている」と批判した[31]。
- ベーシックインカム（BI）の導入に反対
  - 2022年5月17日の党国会議員団の政調役員会において、国会議員団政調会長の足立康史がBIを参院選公約の重点政策への格上げを主張すると、東らは「増税になる。認められない」と反対した。結局、財政支出拡大への慎重論が強い東や前政調会長の浅田均ら党創設メンバーの反対により、BIは公約に含まれたが、重点政策への位置づけは見送られた[32]。
- 議員宿舎の家賃値下げに反対
  - 2022年3月、赤坂宿舎の家賃値下げを巡り、党の衆院議員側が一旦容認したのに対し、東が「この感覚が全くわかりませんね。東京の1等地でしかも部屋も広くて新しい。値下げする必要は全くないはず」と反発した[32][33]。その際、党代表の松井一郎の「値下げはおかしいやろ」との意見により、値下げ分の寄付が決まった[32]。
  - 2023年2月27日、参院議院運営委員会で麹町宿舎南棟の家賃値下げを巡り、東は周辺の家賃相場からもそぐわないと反対したが、与野党の計9人理事うち東を除く8人が賛成したため、4月より家賃を9万2210円から2568円下値下げした8万9642円にすると決まった[34]。その後、東は東京新聞の取材に対し、「ただでさえ安いのに、もっと下げるなんておかしい。物価高で暮らしが大変な時に、国民感覚からも値下げは受け入れられない。でも、反対したのは僕だけだった」と語っている[34]。
- 尖閣諸島沖に中国が設置したブイを撤去すべき[35][36]。
  - 2023年11月1日の参院予算委員会で、東は尖閣諸島の周辺海域に中国当局が設置したブイに関して、日本の撤去要求を中国側が聞き入れないならば、実力で撤去すべきだと主張した[35][36]。上川陽子外相は、国際法に関連規定がないとして、慎重姿勢を示した[35][36]。

## 人物
- 党所属の大阪府議をはじめ、大阪府内の地方議員からの信頼が厚い[15][16]。2022年の党代表選挙では、馬場伸幸に対抗しうる有力な候補として、大阪府議団を中心に東を支持する動きが広がり、接戦を予想する声もあった[15][16][37]。
- 東にとって、大阪府議会は古巣であり、党の府議団はともに歩んできた仲間でもある[18]。府議の一人は、「徹ちゃんはいい男だよ。一緒に大阪維新の改革やってきた。人柄もいい」と語っている[18] 。
- 父は元大阪府議会議員の東武（2016年8月14日逝去）[38]。なお、父は1988年2月の第13回参議院議員補欠選挙にて、自民党公認で大阪府選挙区から立候補したが、次点で落選している。

## 騒動

### 暴力団関係企業からの献金
2003年から2007年にかけて、東が代表を務める「自民党府大阪市住之江区第2支部」が、大阪府警により暴力団関連企業に指定されている堺市の土木建設会社から毎年12万円の献金を受けていた。東側は「献金を受けた時点で暴力団との関係は分からなかった」とし、2008年末から2009年にかけて返金した。

### 森友学園との関わり
2017年に発覚した森友学園問題を巡っては、学校法人森友学園側が2011年に幼稚園しか設置していない学校法人でも小学校の開設に借入金を充てることを容認するなどの内容の私立小学校設置認可基準緩和を大阪府に要望し、府は2012年4月、基準を緩和していた。2017年3月23日に国会で籠池泰典森友学園理事長の証人喚問が行われ、籠池は設置認可基準の緩和については東徹に協力を頼んだと説明。東は同日に記者会見を行い、籠池と約5年前に面会し、設置基準についての実情を聞いたことは事実と認めた一方、「具体的な依頼はなかった」との認識を示し、府への不当な働きかけや金銭授受に関しては否定した。

## 所属議員連盟
- 日本会議国会議員懇談会[43]
- みんなで靖国神社に参拝する国会議員の会[43]
- パチンコチェーンストア協会政治分野アドバイザー[44]
- 人権外交を超党派で考える議員連盟 [45]

## 著書
- 『それでも維新の『身を切る改革』 改革をすすめない国会議員たち』（金風舎 2018年7月）ISBN 978-4903628332
- 『やさしく解説！すっきりわかる！大阪都構想』（PHP研究所 2020年10月）ISBN 978-4569847559

## 選挙歴
| 当落 | 選挙                     | 執行日         | 年齢 | 選挙区               | 政党           | 得票数      | 得票率 | 定数 | 得票順位 /候補者数 | 政党内比例順位 /政党当選者数 |
| ---- | ------------------------ | -------------- | ---- | -------------------- | -------------- | ----------- | ------ | ---- | ------------------ | ---------------------------- |
| 当   | 2003年大阪府議会議員選挙 | 2003年4月13日  | 36   | 大阪市住之江区選挙区 | 自由民主党     | 2万5127票   | 48.77% | 2    | 1/3                | /                            |
| 当   | 2007年大阪府議会議員選挙 | 2007年4月8日   | 40   | 大阪市住之江区選挙区 | 自由民主党     | 2万5033票   | 49.73% | 2    | 1/3                | /                            |
| 当   | 2011年大阪府議会議員選挙 | 2011年4月10日  | 44   | 大阪市住之江区選挙区 | 大阪維新の会   | 3万1254票   | 61.71% | 2    | 1/3                | /                            |
| 当   | 第23回参議院議員通常選挙 | 2013年07月21日 | 46   | 大阪府選挙区         | 旧日本維新の会 | 105万6815票 | 28.83% | 4    | 1/11               | /                            |
| 当   | 第25回参議院議員通常選挙 | 2019年07月21日 | 52   | 大阪府選挙区         | 日本維新の会   | 66万128票   | 18.89% | 4    | 2/12               | /                            |
| 当   | 第50回衆議院議員総選挙   | 2024年10月27日 | 56   | 大阪府第3区          | 日本維新の会   | 7万4546票   | 41.31% | 1    | 1/5                | /                            |